# Юделевский, Яков Лазаревич
Яков Лазаревич (Янкель Лейзерович) Юделевский (псевдонимы Ю. Делевский, Галин, Волин, А. И. Комов, А. Липин, Jacques Delevsky; 27 февраля или 27 апреля 1868, Пружаны, Гродненская губерния — 3 января 1957, Нью-Йорк) — российско-французский философ и историк, участник революционного движения в России, видный эсер, литератор, общественный деятель.

## Биография

### Юность
Точная дата рождения, как и точная дата смерти Юделевского неизвестна, и вообще, сведения о его детстве скупы. Известно, что родился он в еврейской семье. Отец его являлся частным поверенным.
Начальное образование начал получать в Пружанском хедере, после чего его перевели в русскую прогимназию в Брест-Литовске.
Был снова переведён в 1-ю Виленскую гимназию, где и продолжил обучение с 5-го. Более никуда не переводился и окончил, с золотой медалью, эту гимназию в 1886 году.
Рано начал печататься в различных изданиях. Ещё учась в гимназии, в 6-м классе, его статьи публиковали в виленские и петербургские газеты. Имел способности не только к журналистской и литературной деятельности. Имея хорошие знания по физике и математике, поступил в Петербургский университет на физико-математический факультет. При этом, сумел одновременно с физикой и математикой, постигать и другие естественные науки, а также право и философию.
Как человек активный и любознательный, не смог удержаться от революционных настроений и не принять участия в подготовке революций. Так, он был тесно связан с террористическим кружком Неонилы Истоминой, входил в организацию «Народная воля». Занимался активным распространением революционной литературы «Народной воли». Был доверенным лицом этой организации, представлял её в деловой поездке в Париже. Будучи по делам в Париже, познакомился с Плехановым и Аксельродом.
Несмотря на свою активную жизненную позицию и участие в революционном движении, смог успешно окончить юридический факультет Петербургского университета. Причём, окончил его с золотой медалью, и с серебряной — математический факультет.

### Заключение и ссылки
Революционная деятельность не заставила ждать первых арестов и заключений. По делу Фойницкого, за участие в народовольческой группе, был взят под стражу в 1890 году. Приговорён был к одиночному двухгодичному заключению. Отбывал его в Трубецком бастионе Петропавловской крепости.
В 1892 году получил новый срок. Приговорён, в т. н. административном порядке, к одному году тюремного заключения в Петербургской тюрьме «Кресты». После окончания срока, без суда, по «высочайшему повелению» был отправлен в ссылку на пять лет, в Якутскую губернию под осуществлявшийся тогда гласный надзор полиции. Длительное время шёл по этапу — 15 месяцев. В ссылке жил в Вилюйске. Имея хорошее образование, работал преподавателем обучая детей. Писал для местной, вилюйской прессы.
После некоторого истечения срока пребывания в ссылке, был переведён в Якутск. После отбытия ссылки в Якутске, получил новую ссылку, добавочную, на этот раз в Гродно. По отбытии ссылки в Гродно, эмигрировал в Париж.

### В эмиграции
Принимал участие в различных оппозиционных группах партии эсеров. Выступил одним из главных организаторов «Группы молодых народовольцев», которая с 1902 года стала именоваться «Группой народовольцев».
В Париже не только участвовал в деятельности политических организаций. В Сорбонне сумел окончить математический факультет, А также парижский Горный институт, что и позволило ему, начиная с 1904 года, работать горным инженером в Европе, Африке и Аргентине. Занимал должность директора крупного рудника.
В 1907 году занялся поиском нефтяных месторождений, много работал по всему миру как специалисты по поиску и разработке нефтяных месторождений, а также, как геолог.
Не прекращал писать и публиковаться в литературных и научных изданиях. Его работы публиковали: «Русское богатство», «Русская мысль», «Северные записки» и ряд других научных изданий.
На политическом поприще, возглавлял группу эсеров «Инициативное меньшинство». Участвовал в разоблачении Е. Ф. Азефа, вместе с В. К. Агафоновым. Принимал, как публицист, участие в издании газеты «Революционная мысль» в 1908—1909 годах. Издание занимало крайне реакционную позицию и призывало к увеличению числа терактов против властей Российской Империи.
После начала Первой мировой войны занял крайне интернационалистскую позицию, и с этой точки зрения писал в различных изданиях.
Не пожелал возвращаться в Россию после революции 1917 года, и остался во Франции.
После прихода к власти в России большевиков, в 1917 году, встал на антибольшевистские позиции, и резко выступал против большевистской пропаганды среди русских солдат находящихся во Франции. Проживая в Париже, в 1920 году, принимал участие в заседаниях Союза возрождения России. С 1920 года становится членом «Общества русских литераторов и журналистов» в Париже.
Много печатался с 1920 года. Постоянно выходили публикации в газетах: «Последние новости» П. Н. Милюкова, в еженедельнике «Еврейская трибуна». Не переставал сотрудничать с ещё целым рядом изданий: «Новое русское слово», журнал «Le Mois», «Иллюстрированная Россия». Являлся почётным членом «Французского астрономического общества», вице-председателем «Общества философии и наук». Руководил геолого-разведочными экспедициями во Франции, Тунисе, Алжире, Испании и других странах (1924—1935). Опубликовал учебник испанского языка.
В 1923 году стал членом «Республиканско-демократического клуба» и «Лиги борьбы с антисемитизмом». В 1925 году входит в состав ревизионной комиссии «Русского академического союза» (выступал в нём с докладами ещё с 1921 года). В 1926 году входит в состав комиссии для усиления научной деятельности при том же союзе. В 1927 году становится членом правления парижской «Тургеневской библиотеки» (остаётся членом правления до 1937 года).
В 1932 году выступает с докладами в обществе еврейских инженеров и архитекторов. Являлся лектором «Русского народного университета». В 1933 году — член кружка (позднее преобразованного в Объединение) русско-еврейской интеллигенции. Многократно выступал с лекциями на собраниях Объединения.
Под псевдонимом Jacques Delevsky опубликовал множество монографий на французском языке и труды по философии математики, научного познания и истории в различных французских философских журналах; сотрудничал в журнале «Le Mois».
С начала Второй мировой войны уехал в США. В 1946—1953 годах жил в Нью-Йорке и являлся членом литературного фонда в Нью-Йорке. В США продолжил публиковать работы по истории и философии науки на английском языке и идише, сотрудничал в местной русской прессе.
Скончался 3 января 1957 года в Нью-Йорке, похоронен на кладбище еврейского социалистического объединения «Арбетер Ринг» в Нью-Джерси.

### Семья
Был женат на революционерке Марии Семёновне (Марье Шмуйловне) Шеффер (в замужестве Юделевской, умерла 13 ноября 1936 года в Париже). В 1896—1897 годах, будучи в ссылке, работала акушеркой в вилюйской больнице. От этого брака у Юделевского был сын.

## В масонстве
4 марта 1925 года по рекомендации Н. Авксентьева, Н. Пораделова и М. Маргулиеса, после опроса, проведенного М. Алдановым посвящён в ложу «Северная звезда» Великого востока Франции. Возвышен в степень подмастерья 1 июня 1927 года, возведён в степень мастера-масона — 1 мая 1930 года. Был дополнительным юридическим делегатом ложи с в 1930—1931 годы. Отсутствовал в 1936—1937 годах. Член ложи по 1952 год.
Также, в 1938 году был членом масонской ложи «Северные братья», работавшей в Париже независимо от существовавших масонских послушаний по Древнему и принятому шотландскому уставу.

## Личность Юделевского
По утверждению публициста Бориса Башилова, в одной из своих статей 1953 года, опубликованной в газете «Новое русское слово», Юделевский пытался обелить К. Маркса, для того чтобы доказать, что марксизм не несёт ответственности за большевизм.

## Сочинения

### На русском языке
- Делевский Ю. К вопросу о возможности исторического прогноза. — СПб., 1906.
- Делевский Ю. Исторический материализм в его логической аргументации. — СПб., 1906.
- Делевский Ю. Диалектика и математика. — СПб., 1906
- Делевский Ю. Экономический материализм и история науки. — СПб., 1907.
- Делевский Ю. Социальные антагонизмы и классовая борьба в истории. — СПб.: Тип. т-ва «Общественная польза», 1910.
- Суд над азефщиною. — СПб.: Изд-во Гнатовский, 1911 (под пссевдонимом А. Липин)[16].
- Делевский Ю. Молодая Россия. — Берлин: Изд-во В. Сияльский и А. Крейшман, 1922—268 с.
- Делевский Ю. Протоколы сионских мудрецов (История одного подлога) / С предисл. А. В. Карташова. — Берлин: Эпоха, 1923. — 158 с.
- Тургеневская библиотека в Париже. Временник Общества друзей русской книги, в 4-х книгах. Под редакцией Ю. Делевского.
- Делевский Ю. Вечно изменяющийся мир: параллелизмы между историей человечества и историей физического мира. — Нью-Йорк: Rausen, 1956[17].
- Делевский Ю. Социальные антагонизмы и классовая борьба в истории. Серия «Из наследия мировой философской мысли: Социальная философия». М.: Либроком, 2011.

### На французском языке (под псевдонимом Jacques Delevsky)
- «Le Bolchévisme à la lumière des précédents historiques» (1922)
- «La Valeur mathématico-économique de la loi de King» (1923)
- «Antagonismes sociaux et Antagonismes prolétariens» (1924); в переводе на украинском языке (1928)[18].
- «La Vie et l’infinité» (1929)
- «Une formulation mathématique de la loi de la population» (1929)
- «Les Perspectives du bolchevisme»
- "Détails sur le produit «Les Antinomies socialistes et l'évolution du socialisme français» (1930)
- «Les Sources du marxisme» (1930)
- «La Suggestion dans la création scientifique» (1930)
- «L’Enigme de la prémonition» (1931)
- «Nature et histoire» (1933)
- «La Simplicité des lois» (1934)
- «Notes critiques sur les origines et les thèses du matérialisme historique» (1935)
- «La Prevision Historique Dans La Nature» и «Actualites Scientifiques Et Industrielles» (в серии Exposes De La Philosophie Des Sciences VII, 1935)[19]
- «La Prévision dans l’histoire humaine» (1936)
- «L’Histoire des sciences et la philosophie de l’histoire» (1937)
- «Le problème de la dénatalité» (1938)
- «Le Finalisme dans la nature» (1938)
- «Les Tendances dialectiques dans l'évolution de la science» (1938)
- «L'Évolution des sciences et les techniques industrielles» (1939)
- «La Perfection et l’infini: la pensée scientifique et l’idéal social» (1949)
- «La Philosophie des paradoxes mathématiques» (1952).

### На идише
- דער סאָציאַלער אידעאַל און זײַנע װיסנשאַפֿטלעכע יסודות (дэр социалер идеал ун зайнэ висншафтлэхэ йесойдэс — общественный идеал и его научные основания). Нью-Йорк, 1945. — 392 стр.[20]